# Locomotiva kkStB 4
Le locomotive kkStB 4 erano locomotive a vapore con tender di costruzione austriaca per treni viaggiatori, di rodiggio 2-2-0, che le Imperial regie ferrovie statali austriache (kkStB) avevano acquisito in parte in seguito alla statalizzazione di alcune ferrovie private e in parte erano frutto di ricostruzione di altrettante locomotive delle KkStB.

## Storia
Il gruppo di locomotive kkStB 4 era un gruppo eterogeneo di macchine che derivavano in parte dalla costruzione di macchine per le KkStB (iniziata nel 1885 negli stabilimenti di Wiener Neustadt), dalla ricostruzione delle 4.181-193 che erano ex AF III KFJB (Kaiser Franz Josefs Bahn) del 1880, e di altre macchine provenienti da diverse società private che erano state nazionalizzate: quali le 4.194 e 4.195, macchine della LCJE (Lemberg-Czernowitz-Jassy Eisenbahn), poi c'erano le locomotive ex BWB (Böhmische Westbahn) denominate "Gerstner" (4.196), "Redtenbacher" (4.197), "Schnirch" (4.198), "Vignoles" (4.199), le 4.166 e 167 della ferrovia Laibach-Stein, quelle della MSZB (Mährisch-Schlesische Zentralbahn) e le 4.50-4.55 della PDE (Prag-Duxer Eisenbahn).
.
Tra macchine di ferrovie private acquisite e macchine ricostruite venne raggiunto il numero di 213 locomotive provenienti dalle fabbriche StEG, Floridsdorf, Wiener Neustädter e Krauss di Linz.
Dopo la prima guerra mondiale il gruppo di locomotive "kkStb 4" venne ripartito tra le nuove ferrovie austriache di stato (BBÖ), 29 unità alla Polonia come PKP Od13, 52 alla Cecoslovacchia, come CSD 254.2, 12 all'Italia come FS 543, 18 alla Jugoslavia e 10 alla Romania.
Le locomotive dell'Austria e quelle dell'Italia non sopravvissero alla seconda metà degli anni venti mentre nelle altre nazioni in alcuni casi giunsero alla metà degli anni trenta.

## Caratteristiche
La locomotiva era una classica 2-2-0 di rodiggio per treni viaggiatori a vapore saturo, a 2 cilindri e semplice espansione con distribuzione tipo Stephenson. Aveva il telaio esterno e la caldaia montata piuttosto bassa per un baricentro più favorevole. Raggiungeva la velocità di 80 km/h anche in virtù delle ruote di diametro elevato. La coppia motrice era applicata sul primo asse motore da una biella motrice e da questo trasmessa mediante biella di accoppiamento sul secondo asse. Il carrello anteriore biassiale permetteva una buona inscrizione in curva. La frenatura era a vuoto sistema Hardy. Al camino era applicato il vistoso parascintille a tronco di cono rovesciato tipico delle realizzazioni austriache.